# Derwentia decorosa
Derwentia decorosa là một loài thực vật có hoa trong họ Mã đề. Loài này được (F.Muell.) B.G.Briggs & Ehrend. mô tả khoa học đầu tiên năm 1992.